# サイトウ・キネン・オーケストラ
サイトウ・キネン・オーケストラは、長野県松本市で毎年8、9月に開かれるセイジ・オザワ 松本フェスティバル（旧称サイトウ・キネン・フェスティバル松本）で編成されるオーケストラ。運営は一般財団法人サイトウ・キネン・オーケストラ財団。

## 概要
桐朋学園創立者の一人である齋藤秀雄の没後10年にあたる1984年、齋藤の弟子である小澤征爾と秋山和慶を中心に、国内外で活躍する齋藤の教え子たちが結集し、同年9月に東京と大阪で開かれた「齋藤秀雄メモリアル・コンサート」で特別編成された『桐朋学園齋藤秀雄メモリアル・オーケストラ』が母体のオーケストラである。
設立当初は、小澤・秋山の意思に共感した齋藤の門下生100名以上が国内外より集まり演奏会を開催。自主運営によるオーケストラのため、演奏家への出演料の支払いはなく無給出演という形で運営された。
1987年に、ヨーロッパ演奏ツアー（ウィーン、ベルリン、フランクフルト、パリ、ロンドン公演）を行い、1989年から1991年までヨーロッパとアメリカへのコンサートツアーを行う。1990年にザルツブルク音楽祭へ出演。
1992年5月に、財団法人サイトウ・キネン財団が設立。同年9月に、長野県松本市で「サイトウ・キネン・フェスティバル松本」が開催される。以後、フェスティバルに合わせてオペラ・声楽曲の上演、シンフォニーコンサート、音楽塾を開催する他、東京でもコンサート活動を行っている。
世界的に高い評価を受けるオーケストラであり、2008年グラモフォン誌による"The world’s greatest orchestras"（世界のトップ20オーケストラランキング）で19位（日本から唯一の選出）に選ばれている。
レコーディングは、フィリップス・レコードとソニー・クラシカルで行い、ベートーヴェン・ブラームス交響曲全集、チャイコフスキー・マーラー交響曲集、ストラヴィンスキーのオペラ『エディプス王』、J.S.バッハの『マタイ受難曲』と『ミサ曲 ロ短調』などの作品を発表している。
年度ごとに編成されるオーケストラのため、各パートのメンバーは不定期出演。設立当初は齋藤の弟子や桐朋学園音楽部卒業生を中心にメンバー編成を行っていたが、近年ではメンバーの高齢化や演奏日程の都合などから、齋藤の孫弟子（小澤の弟子）や外国人演奏者（小澤の知人）の出演が多い。
小澤征爾がサイトウ・キネン・オーケストラを指揮したまつもと市民芸術館（ライブ）歌劇「子供と魔法」（ラヴェル作曲）を収めるアルバムが、2016年2月にグラミー賞最優秀オペラ録音賞を受賞した。
2021年2月に一般財団法人サイトウ・キネン・オーケストラ財団を設立。小澤が指名した13人によるアドバイザリー委員会がプログラム作成、出演者選定、若手音楽家の育成を担う。
なお、前述の公益財団法人サイトウ・キネン財団とは別組織である。

## 主なメンバー （現役・引退メンバー含む）
- 指揮：小澤征爾（総監督）、秋山和慶、飯守泰次郎、下野竜也、沖澤のどか
- ヴァイオリン：安永徹、豊嶋泰嗣、矢部達哉、小森谷巧、潮田益子、安芸晶子、小栗まち絵、堀伝、四方恭子、ジェニファー・ギルバート、山口裕之、長原幸太、島田真千子、双紙正哉、後藤和子、和波孝禧、会田莉凡、西野ゆか
- ヴィオラ：店村眞積、今井信子、清水直子、篠崎友美、川本嘉子、鈴木学、柳瀬省太
- チェロ：堤剛、安田謙一郎、岩崎洸、古川展生、木越洋、倉田澄子、西内荘一、松波恵子、オーレ・アカホシ、宮田大
- コントラバス：ライナー・ツェパリッツ（ドイツ語版）、永島義男、河原泰則、池松宏、安達昭宏、石川滋、黒木岩寿、幣隆太朗
- オーボエ：宮本文昭、渡辺克也、ビョルン・フェストレ、フィリップ・トーンドゥル
- フルート：工藤重典、ジャック・ズーン、岩佐和弘、時任和夫
- ファゴット：吉田將
- ホルン：水野信行、ラデク・バボラーク、猶井正幸、勝俣泰、阿部麿、和田博史
- トロンボーン：ヨハン・シュトレッカー
- チューバ：杉山康人
- ハープ：吉野直子、早川りさこ、福井麻衣
- ティンパニ：ライナー・ゼーガース
- 打楽器：深町浩司、竹島悟史、竹原美歌、安江佐和子